# Кей Джи Юнайтед
«Кей Джи Юнайтед» (KG United) — ныне не существующий киргизский футбольный клуб, представлявший Бишкек. В 2013-2015 годах выступал в Высшей лиге Кыргызстана.

## История
Основан в 2012 году под названием ФЦ-96 (Бишкек) как команда Футбольного центра Федерации футбола Киргизской Республики, составленная из игроков 1996 года рождения. Был базовым клубом юношеской сборной страны соответствующего возраста.
В 2012 году выступал в Северной зоне Первой лиги, где занял последнее место. В 2013 году решением Федерации футбола клуб включён в число участников Высшей лиги. После нескольких первых туров был переименован в «Манас» и стал формально представлять Таласскую область и город Талас, однако продолжал играть домашние матчи в Бишкеке.
В 2014 году после расформирования другой юношеской команды «Иссык-Куль» (ФЦ-95) часть игроков 1995 года рождения присоединилась к «Манасу».
В этих сезонах клуб был безнадёжным аутсайдером Высшей лиги. По итогам 2013 года имел разницу мячей −100 (7-107), что стало антирекордом киргизских чемпионатов.
В 2015 году команда была передана частному владельцу и переименована в «Кей Джи Юнайтед». Новые владельцы отказались от ставки только на молодёжь и пригласили нескольких игроков более старшего возраста и легионеров, но костяком команды оставались футболисты 1995-1996 годов рождения.
Несмотря на произошедшие изменения, клуб оставался безнадёжным аутсайдером, набрав в 2015 году лишь 4 очка. По окончании того сезона был расформирован.

## Названия
- 2012-2013 — ФЦ-96 Бишкек.
- 2013-2014 — «Манас» Бишкек/Талас.
- 2015 — «Кей Джи Юнайтед» Бишкек.

## Таблица выступлений
| Год  | Лига                  | Место  | И  | В | Н | П  | Мячи  |
| ---- | --------------------- | ------ | -- | - | - | -- | ----- |
| 2012 | Первая (зона «Север») | 8 из 8 | 14 | 0 | 2 | 12 | 17-49 |
| 2013 | Высшая                | 8 из 8 | 20 | 1 | 0 | 19 | 7-107 |
| 2014 | Высшая                | 8 из 8 | 20 | 0 | 3 | 17 | 10-71 |
| 2015 | Высшая                | 6 из 6 | 20 | 1 | 1 | 18 | 15-82 |

## Тренеры
- Рафик Амиров (2013)
- Марат Джумакеев (2014—2015)
- Алиреза Мохаммадпургазиджахани (2015)[1]